# 洛库温堡
洛库温堡（西班牙語：Castillo de Locubín）是西班牙安达卢西亚自治区哈恩省的一个市镇。总面积103平方公里，总人口5016人（2001年），人口密度49人/平方公里。